# Чингер, Дьюла
Дьюла Чингер (венг. Gyula Csinger; 28 марта 1905, Zemianska Olča — 19 декабря 1978) — венгерский штангист. Участник Олимпийских играх 1936 года в Берлине.
Чемпион Венгрии в легком и среднем весе. Выступал за клуб MTK.
В 1936 году вошёл в состав сборной Венгрии на летних Олимпийских играх в Берлине.
Выступал в весовой категории до 75 кг и финишировал 16-м из 17, подняв в троеборье 290,0 кг (85,0 кг в рывке, 85,0 кг в толчке, 120,0 кг в жиме).
В 1952 году он стал главой и главным тренером недавно созданного подразделения тяжелой атлетики MAFC.
В его память ежегодно организуются соревнования по тяжелой атлетике памяти Дьюлы Чингера.